# الخوف من التقييم السلبي
الخوف من التقييم السلبي (بالإنجليزية: Fear of negative evaluation)‏ هو بنية نفسية تعكس «التخوف من تقييم الآخرين، والقلق بسبب التقييمات السلبية من قبل الآخرين، وتوقع التقييم السلبي من قبل الآخرين». قام ديفيد واتسون ورونالد فريز بتعريف هذا البناء النفسي وكذلك الاختبار النفسي لقياس نسبة الخوف من التقييم السلبي للآخرين وذلك عام 1969. يرتبط الخوف من التقييم السلبي بأبعاد شخصية محددة مثل القلق والخضوع والتجنب الاجتماعي. ويسعى الأشخاص الذين يسجلون درجات عالية على مقياس الخوف من التقييم السلبي بدرجة كبيرة بالسعي إلى الحصول على موافقة اجتماعية أو تجنب رفض الآخرين، وقد يميلون لتجنب المواقف التي يخضعون فيها لتقييمات الآخرين. كما أنهم أكثر استجابة للعوامل الظرفية. وقد ارتبط الخوف من التقييم السلبي بالامتثال والسلوكيات المؤيدة للمجتمع والقلق الاجتماعي.

## اختبار الخوف من التقييم السلبي
يتكون اختبار الخوف من التقييم السلبي الأصلي من ثلاثين عنصرًا به تنسيق إجابة ذات شكل صواب/خطأ ويستغرق 10 دقائق تقريبًا لإكماله. تتراوح درجات المقياس من 0 (منخفض الخوف من التقييم السلبي) إلى 30 (مرتفع الخوف من التقييم السلبي). في عام 1983 قدم مارك ليري نسخة موجزة من الخوف من التقييم السلبي تتألف من اثني عشر سؤالًا أصليًا على مقياس ليكرت ذو الخمس نقاط. وتتراوح درجات المقياس من 12 (منخفضة) إلى 60 (مرتفعة).

### جدارة الاختبار
ثبت أن كلا من الاختبار ذو الثلاثين عنصرا الأصلي والاختبار ذو الإثني عشر عنصر يحتوي على اتساق داخلي عالي. ويرتبط كلا منهما ارتباطًا وثيقًا للغاية.

### شرعية الاختبار
لا يرتبط الخوف من التقييم السلبي بالتدابير الأخرى للتخوف الاجتماعي، مثل مقياس التفاعل المتبادل.

## القلق الاجتماعي
القلق الاجتماعي في جزء منه هو استجابة للتقييم السلبي المتصور من قبل الآخرين. في حين أن الخوف من التقييم السلبي مرتبط بالهلع من التقييم السلبي عند المشاركة في موقف اجتماعي، ويُعرف القلق الاجتماعي بأنه رد فعل عاطفي بحت لهذا النوع من المواقف الاجتماعية. عندما يقوم مرضى الرهاب الاجتماعي بتقييم علاقاتهم فإنهم يخافون للغاية من التقييم السلبي ويُظهرون درجات عالية من الخوف من التقييم السلبي. كما ناقش ديبورا روث ليدلي، فقد طُلب من المشاركين في دراسة إلقاء خطاب بعد إكمال نموذج النقطة المجث من خلال عرض وجوه سلبية، ولم يُظهر المشاركون ذوي الدرجات المنخفضة على مقياس الخوف من التقييم السلبي أي مخاوف متزايدة، في حين أظهر المشاركون ذوي الدرجات العالية المزيد من المخاوف.

## قابلية التوريث
اقترح أن الخوف من التقييم السلبي له بعض المكونات الوراثية، وكذلك خصائص شخصية أخرى مثل القلق، الخضوع، والتجنب الاجتماعي.

## الحكم والإدراك
وجد وينتون وكلارك وإدلمان (1995) أن الأفراد الذين يسجلون أعلى درجات في اختبار الخوف من التقييم السلبي هم أكثر دقة في تمييز التعبيرات السلبية. كما وجد أن الأفراد الذين يسجلون أعلى درجات في اختبار الخوف من التقييم السلبي يبالغون في تقدير الخصائص الاجتماعية السلبية (على سبيل المثال الإحراج، الفجوات الطويلة في الكلام) ويقللون من شأن الخصائص الاجتماعية الإيجابية (على سبيل المثال الثقة، توكيد الذات) التي يعرضونها أثناء التحدث أمام الجمهور. فيما يبالغ المتكلمون ذوي الدرجات المنخفضة على مقياس الخوف من التقييم السلبي في تقدير مدى فعاليتهم في التحدث أمام الجمهور. وعلى النقيض من ذلك، فإن المتحدثون ذو الدرجات العالية كانوا أكثر فعالية في تواصلهم، بما يتفق مع الفهم الفعلي للمستمع.